# Erzbistum San Cristóbal de la Habana
Das Erzbistum San Cristóbal de la Habana (lat.: Archidioecesis Avanensis) ist eine auf Kuba gelegene römisch-katholische Erzdiözese mit Sitz in Havanna.

## Geschichte

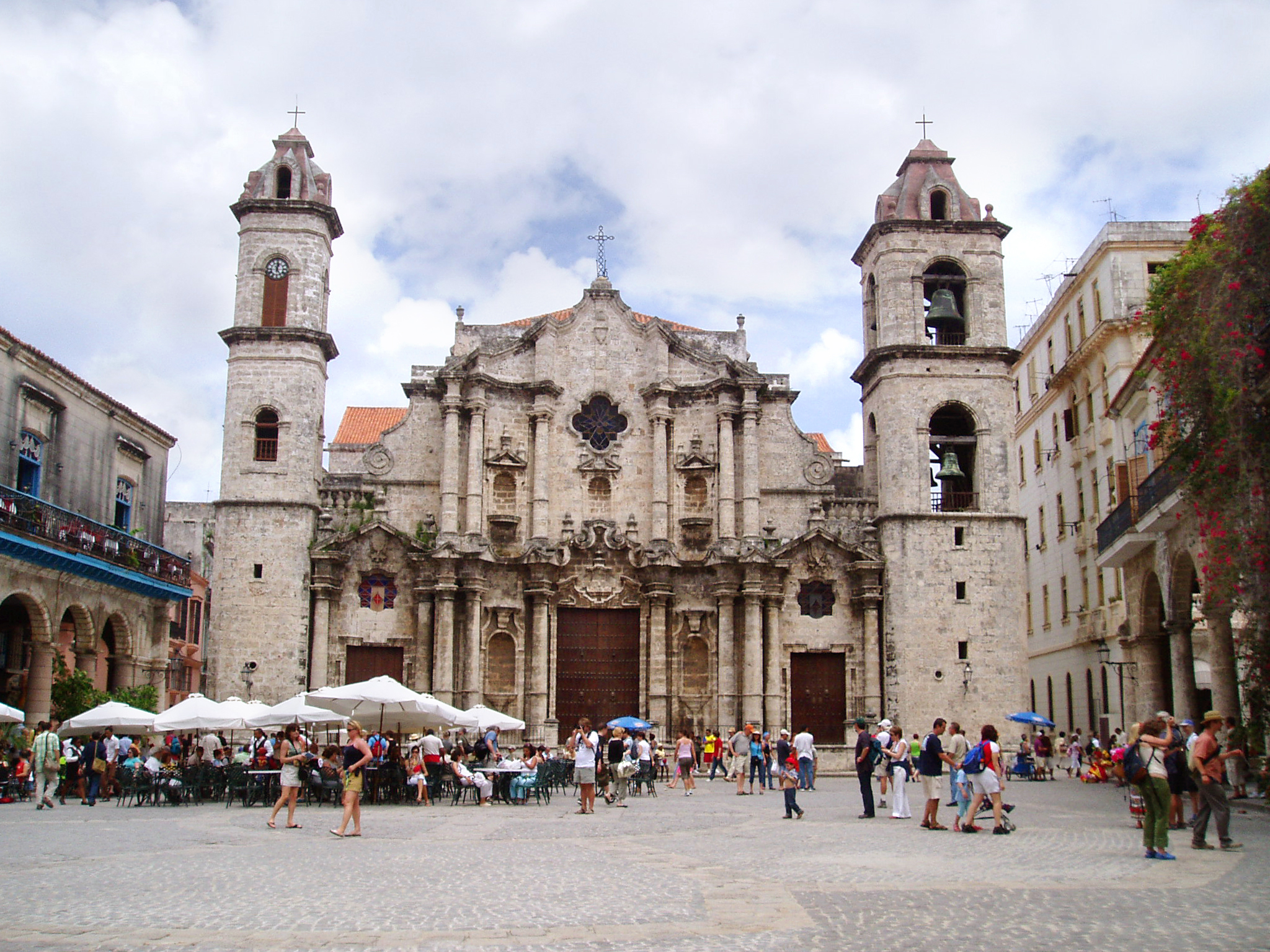
Kathedrale San Cristóbal in Havanna

Das Erzbistum San Cristóbal de la Habana wurde am 10. September 1787 durch Papst Pius VI. aus Gebietsabtretungen des Bistums Santiago de Cuba als Bistum San Cristóbal de la Habana errichtet. Es wurde dem Erzbistum Santo Domingo als Suffraganbistum unterstellt. Am 25. April 1793 gab das Bistum Teile seines Territoriums zur Gründung des Bistums Louisiana und zwei Floridas ab. Weitere Gebietsabtretungen erfolgten am 20. Februar 1903 zur Gründung der Bistümer Pinar del Río und Cienfuegos. Das Bistum San Cristóbal de la Habana gab am 10. Dezember 1912 Teile seines Territoriums zur Gründung des Bistums Matanzas ab.
Das Bistum San Cristóbal de la Habana wurde am 6. Januar 1925 durch Papst Pius XI. mit der Apostolischen Konstitution Inter praecipuas zum Erzbistum erhoben.
Das Erzbistum ist Träger des 2011 eröffneten Félix-Varela-Kulturzentrums (Centro Cultural Padre Félix Varela), einer auch Laien offenstehenden kirchlichen Studieneinrichtung mit Sitz in der Altstadt von Havanna. Ein prominentes Projekt des Kulturzentrums ist die vierteljährlich erscheinende Zeitschrift Espacio Laical, die sich Themen der gesellschaftlichen Erneuerung widmet, dabei auch politische Debatten mit unterschiedlichen Standpunkten aufgreift, aber im Gegensatz zu den übrigen in Kuba veröffentlichten Medien nicht der Zensur der Kommunistischen Partei Kubas unterliegt.

## Ordinarien

### Bischöfe von San Cristóbal de la Habana
- Felipe José de Tres-Palacios y Verdeja, 1789–1799
- Juan José Díaz de Espada y Fernández de Landa, 1800–1832
- Francisco Fleix Soláus, 1846–1864, dann Erzbischof von Tarragona
- Jacinto Maria Martínez y Sáez OFMCap, 1865–1873
- Apolinar Serrano y Díaz, 1875–1876
- Ramón Fernández Piérola y Lopez de Luzuriaca, 1879–1887, dann Bischof von Ávila
- Manuel Santander y Frutos, 1887–1899
- Donato Raffaele Sbarretti Tazza, 1900–1901, dann Apostolischer Delegat auf den Philippinen
- Pedro Ladislao González y Estrada, 1903–1925

### Erzbischöfe von San Cristóbal de la Habana
- José Manuel Dámaso Rúiz y Rodríguez, 1925–1940
- Manuel Kardinal Arteaga, 1941–1963
- Evelio Díaz Cía, 1963–1970
- Francisco Ricardo Oves Fernández, 1970–1981
- Jaime Kardinal Ortega, 1981–2016
- Juan Kardinal García Rodríguez, seit 2016